# 萨勒河

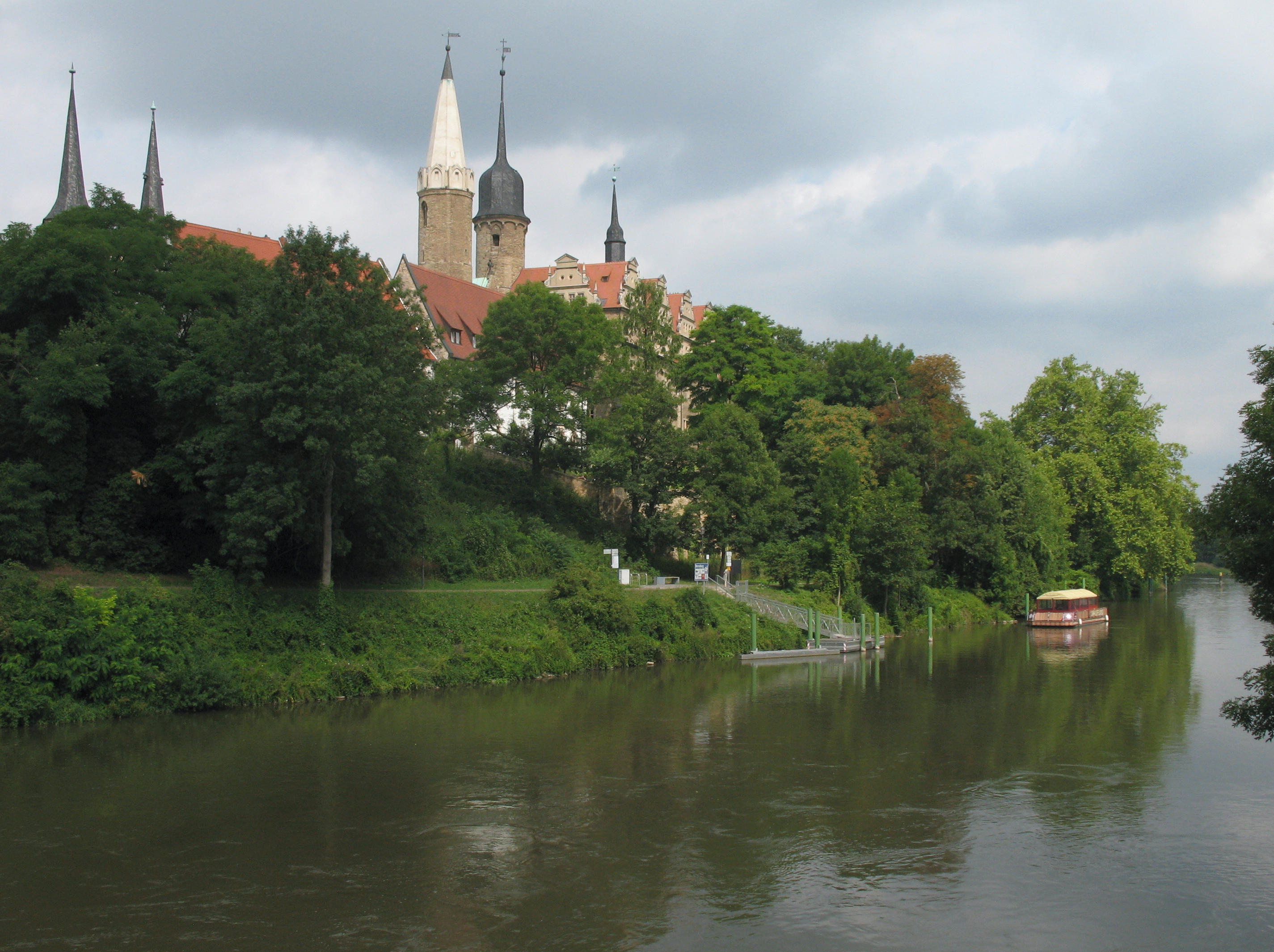
梅泽堡

薩勒河（德語：Saale），又称萨克森萨勒河（德語：Sächsische Saale），是一條位於德國境內的河流。它發源於源出德國南部巴伐利亞的菲希特爾山脈，流經巴伐利亞州、圖林根州、薩克森-安哈特州。